# Dicranomyia dissoluta
Dicranomyia dissoluta är en tvåvingeart som först beskrevs av Alexander 1929.  Dicranomyia dissoluta ingår i släktet Dicranomyia och familjen småharkrankar. Inga underarter finns listade i Catalogue of Life.